# Требијови
Требијови су насељено мјесто у граду Требиње, Република Српска, БиХ. Према попису становништва из 1991. у насељу је живјело 33 становника. Ово херцеговачко село је веома познато по производњи домаћег сира и врхунског меда. Требијови су често посјећени гостима из цијелог региона као и гостима из Канаде и Америке, који нису заборавили одакле њихове породице Јокановић, Ђерисило и Тасовац потичу.

## Географија
Требијови се налазе на око 550 метара надморске висине. Терен је веома брдовит са доста јама и јаруга карактеристичних за источну Херцеговину. Највиши врх у околини се налази на планини Леотар (1.244 м), на коме се налази важан тв предајник РТРС-а. Одатле може да се види Јадранско море.

### Клима
Клима је умјерено-континентална са утицајем мора. Средња годишња температура је 11,5 °C. Просјечна годишња количина падавина је око 1.500 милиметара.

## Култура
У насељу се налази храм Српске православне цркве посвећен Светом Илији. Црква је камене конструкције и налази се на гробљу. Освештана је 1932. године.
|  |  |  |  |

Црква има велику културну и историјску вриједност. Зидана у другој половини XVII вијека, око 1690. године, и тада је била посвећена Светом Стефану Првомученику. На мјесту старе цркве, 1904. године, изграђена је већа саборна црква, посвећена Св. пророку Илији, коју су мјештани својим радом и прикупљањем помоћи заједно изградили, и који је одувијек представљао саборни храм за сва Требињска брда, и шире.
У саборном храму се налазе многе вриједне црквене књиге написане на старословенском језику. Међу њима се налази и јеванђеље које датира још из 1893. године, благослов тадашњег митрополита Серафима Перовића.
У години 2018. црква је значајно обновљена на начин да је завршено пјескарење и фуговање и замијењени врата и прозори.
Оно што је најважније да је средствима Града Требиња асфалтиран пут до цркве.

## Становништво
| Националност       | 1991. | 1981. | 1971. | 1961. |
| Срби               | 32    | 54    | 81    | 110   |
| Југословени        | 1     |       |       |       |
| остали и непознато |       |       |       |       |
| Укупно             | 33    | 54    | 81    | 110   |

| Демографија | Демографија | Демографија |
| Година      | Становника  | Становника  |
| ----------- | ----------- | ----------- |
| 1961.       | 110         |             |
| 1971.       | 81          |             |
| 1981.       | 54          |             |
| 1991.       | 33          |             |

|  |  |

### Презимена
Ту данас станују породице Јокановић, Ђерисило и Тасовац.